# Sint-Annakapel (Broekborre)

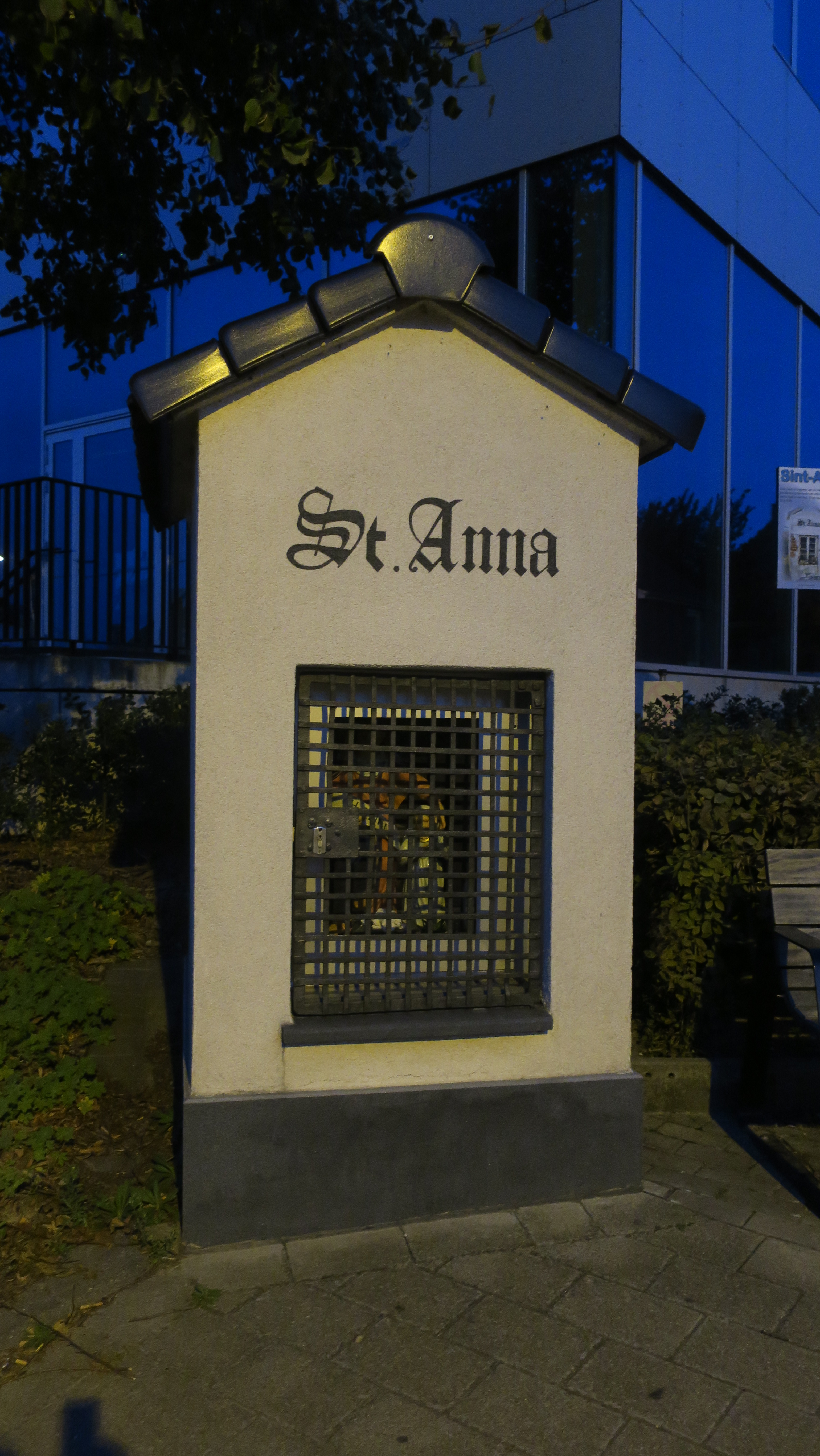

Deze Sint-Annakapel bevindt zich in de Vlaams-Brabantse gemeente Halle. Ze is gelegen aan de Kluisstraat op de kruising met de Broekborre.
Uit het infobord naast de kapel kan afgeleid worden dat de kapel in 1975 verhuisde naar de overkant van de straat. Pas in 2012 werd ze gerestaureerd waarbij er een laagje crepie over de bakstenen kwam. Op 18 augustus van dat jaar werd ze ingehuldigd door de lokale pastoor-deken en het stadsbestuur. 
De kapel heeft een bakstenen kern en is afgewerkt met crepie. Vooraan zit een nis, afgesloten met een ijzeren hekken. Daarboven staat het opschrift 'St. Anna'. Een beeld van Sint-Anna met kind in polychromie prijkt in de nis. Naast de kapel staat een linde.